# Gammapatia monoklonalna
Gammapatia monoklonalna – grupa chorób, których charakterystyczną cechą jest rozrost pojedynczego klonu plazmocytów (komórek plazmatycznych), wytwarzających jednorodne białko monoklonalne (tzw. białko M), składające się z 2 łańcuchów ciężkich tej samej klasy oraz z 2 łańcuchów lekkich tego samego rodzaju.

## Klasyfikacja
Gammapatie monoklonalne dzieli się na:
- gammapatia monoklonalna o nieokreślonym znaczeniu (ang. monoclonal gammopathy of undetermined significance, MGUS)
  - MGUS łagodna powodująca nadmierną produkcję immunoglobuliny G, immunoglobuliny A bądź immunoglobuliny D; rzadziej schorzenie dotyczy nadmiernej produkcji immunoglobuliny M
  - MGUS towarzysząca innym chorobom
  - towarzyszą przewlekłym zakażeniom (bakteryjnym, wirusowym, pasożytniczym)
  - idiopatyczny białkomocz Bence'a Jonesa
- złośliwa gammapatia monoklonalna
  - szpiczak plazmocytowy (zwany też szpiczakiem mnogim)
  - białaczka plazmocytowa
  - makroglobulinemia Waldenströma
  - choroba łańcuchów ciężkich
  - skrobiawica
  - zespół POEMS